# Сушик, Иван

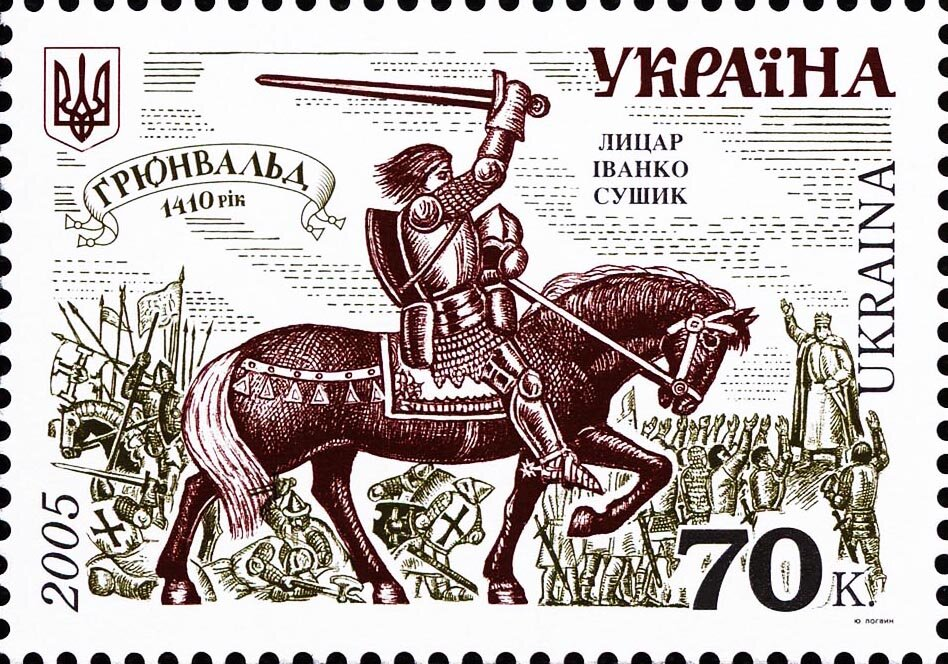
Почтовая марка Украины. 2005 г. Рыцарь Иван Сушик

Иванко Сушик из Романова (XV век, с. Романов в Галиции)  — русинский (украинский) рыцарь (возможно сын одного из землевладельцев около Львова), особо отличившийся 15 июля 1410 г. в Грюнвальдской битве.
Иванко Сушик из Романова, села неподалёку от Львова  сражался вероятнее всего в составе полка «хоругви земли Леопольской» (Львовской) войска Польского Королевства, входившего в объединённое польско-литовское войско против крестоносцев Тевтонского ордена. Прославился героическими подвигами в одной из величайших битв средневековой Европы и решающем сражении великой войны 1409—1411 гг., за что был награждён польским королём Ягайло тремя сёлами:

...пролитой кровью и своею отвагой добыл себе славу на поле Грюнвальда, и за что получил 3 села от Ягайла в земле Галицкой

## Память
В 2005 г. выпущена почтовая марка Украины в серии "История войска на Украине" с изображением рыцаря Иванка Сушик.